# Huta Nowa (gmina)
Huta Nowa (od 1870 Bieliny) – dawna gmina wiejska istniejąca w XIX wieku w guberni kieleckiej. Siedzibą władz gminy była Huta Nowa.
Za Królestwa Polskiego gmina Huta Nowa należała do powiatu kieleckiego w guberni kieleckiej (utworzonej w 1867).
Gminę zniesiono w połowie 1870 roku i odtąd jednostka figuruje już pod nazwą gmina Bieliny.